# جان اسپینوگاتی
جان اسپینوگاتی (به انگلیسی: Jon Spinogatti) بازیگر آمریکایی است.
از فیلم‌های معروف او می‌توان به بازی در فیلم گرگ وال استریت اشاره کرد.